# Corbitella
Corbitella is een geslacht van sponsdieren uit de klasse van de Hexactinellida.

## Soorten
- Corbitella discasterosa Tabachnick & Lévi, 2004
- Corbitella elegans (Marshall, 1875)
- Corbitella pulchra (Schulze, 1887)
- Corbitella speciosa (Quoy & Gaimard, 1833)